# 赤木岭站
赤木岭站是位于云南省楚雄彝族自治州禄丰市广通镇西堡村赤木岭的一个铁路车站，有广大铁路经过该站，车站建于1997年。现仅办理货运，不办理客运业务，车站及其上下行区间已电气化。车站距离广通站6公里，隶属昆明铁路局广通车务段，是五等站。